# Robin Beanland
Robin Beanland (nascido em 27 agosto de 1968, em Leeds, Inglaterra), por vezes creditado como R. Beanland ou simplesmente "The Bean", é um compositor britânico de músicas de videogame para vários títulos da Rare, como a franquia Killer Instinct, Conker's Bad Fur Day (que ele também co-escreveu o roteiro com Chris Seavor) e muitos outros. Antes de entrar para Rare, Beanland compôs músicas para a TV e filmes.

## Créditos das músicas
- Donkey Kong Country (SNES, GBC) (com Eveline Fischer e David Wise)[2]
- Killer Instinct (SNES, Arcade)
- Killer Instinct 2 (Arcade)
- Killer Instinct Gold (N64)
- Conker's Pocket Tales (GBC)
- GoldenEye 007 (N64)
- Jet Force Gemini (N64)
- Conker's Bad Fur Day (N64)
- Star Fox Adventures (GCN)
- Sabre Wulf (GBA)
- It's Mr. Pants (GBA)
- Banjo-Pilot (GBA)
- Conker: Live & Reloaded (Xbox)
- Kameo: Elements of Power (Xbox 360) (com Steve Burke)
- Viva Piñata (Xbox 360) (com Grant Kirkhope)
- Banjo-Kazooie: Nuts & Bolts (Xbox 360) (com Grant Kirkhope & Dave Clynick)
- Kinect Sports (Xbox 360) (com Dave Clynick)
- We Shall Sail Together (Sea of Thieves) (PC) (2016)

## Prêmios
Em 2001 Beanland foi nomeado e ganhou um prêmio BAFTA British Academy of Film and Television Arts de Bad Fur Day Conker's.